# Sauropus garrettii
Sauropus garrettii är en emblikaväxtart som beskrevs av William Grant Craib. Sauropus garrettii ingår i släktet Sauropus och familjen emblikaväxter. Inga underarter finns listade i Catalogue of Life.